# 드니프로호

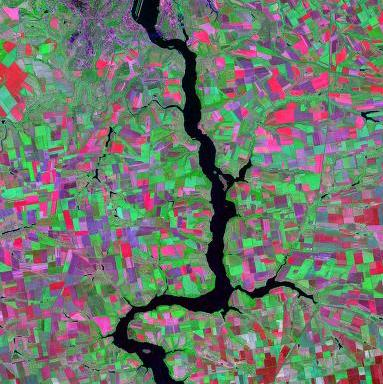
드니프로호

드니프로호(Дніпровське водосховище)는 우크라이나 드니프로강에 있는 저수지로 1932년 자포리자에 드니프로 수력발전소가 건설된 후 형성됐다. 드니프로호의 길이는 129km로 드니프로페트로우스크주와 자포리자주 사이에 있다. 드니프로 수력발전소가 있는 자포리자에서 드니프로까지 걸쳐 있다. 평균 폭은 3.2km, 최대 폭은 7km다. 평균 수심 8m, 최대 수심 53m다.